# 松田美由紀
松田 美由紀（まつだ みゆき、1961年10月6日 - ）は、日本の女優、写真家、シャンソン歌手。東京都杉並区高円寺出身。本名同じ。旧芸名・旧姓は熊谷 美由紀（くまがい みゆき）。血液型はAB型。オフィス作に所属し、同事務所の代表取締役も務める。

## 来歴
夫は俳優の松田優作。長男の松田龍平、次男の松田翔太は共に俳優であり、長女の松田ゆう姫はエレクトロニックユニット「Young Juvenile Youth」のボーカル。実姉は女優の熊谷真実。本人は三女で、真実の上に一般人の姉がいる。
10代からモデルとして活動し、1979年つかこうへいの抜擢で『金田一耕助の冒険』にて女優として映画デビューを果たす。フジテレビ『北の国から』シリーズなど、今に至るまで様々な幅の広い役をこなす女優として活動する。2014年には第67回カンヌ国際映画祭コンペティション部門に正式出品された河瀬直美監督作品 映画『2つ目の窓』に参加した。
近年は写真家、アートディレクターとしても活動する。2003年に、死別した夫・松田優作の生涯をまとめた『松田優作全集』の監修・アートディレクションを務め、3年かけて完成させる。そこから制作への表現が開き、フリーペーパー『R』の制作・編集長を務め、写真家としても活動の幅を広げる。写真集としては35ミリのフイルムを自身の暗室で現像し手がけた『私の好きな孤独』などがある。「月刊シリーズ」（新潮社）では、太田莉菜、早乙女太一、中村中、大森南朋を撮影している。雑誌『GENROQ』（三栄書房）ではグラビアページをフィルムで撮り、7年間連載する。
その他に映像監督として『月刊NEO シリーズ』では、ドキュメンタリーや、短編映像の監督を務め、編集、音楽を全て自身で手がける。また、自著エッセイ集『子宮の言葉』の朗読会をしたりと多方面で活動している。最近では、音楽劇「シネマテックライブショー・愛とは花のように育てなければならないもの」の脚本・主演を務め、シャンソンを唄う事にも幅を広げている。今後は歌手としても活動する。
その他に、近年では環境問題や発展途上国の孤児たちへの支援、自殺防止問題や、エネルギーシフトなど平和活動にも積極的に取り組んでいる。
比嘉愛未や小雪と親交がある。

## 出演

### テレビドラマ
- 探偵物語（1979年9月18日・1980年1月22日、日本テレビ）
  - 第1話 - 夏子役
  - 第18話 - 銀子 役
- 西部警察 第26話「友情の捜査線」（1979年4月6日、テレビ朝日） - 稲村ひろみ 役
- ちょっとマイウェイ 第19話「女を売りものにしないわよ」（1980年2月16日、日本テレビ） - 女子高校生 役
- 大河ドラマ（NHK総合）
  - 獅子の時代（1980年） - 平沼保子 役
  - 炎立つ（1993年-1994年） - 常磐御前 役
- 新・江戸の旋風 第7話「つっぱりすぎた慾の皮」（1980年2月21日、フジテレビ / 東宝） - お咲 役
- 土曜ナナハン学園危機一髪　「ガラスの動物園」（1980年4月12日、フジテレビ）
- 春まっしぐら!（1981年4月14日 - 6月2日、TBS） - サチ 役
- 北の国から（1981年10月9日 -1982年3月26日、フジテレビ） - 吉本つらら 役
- 北の国から '84夏（1984年9月27日、フジテレビ） - 吉本つらら 役
- 結婚しないかもしれない症候群（1991年、日本テレビ）
- 怪談・花屋敷（1991年、フジテレビ） - 桃子 役
- 愛しの刑事 第18話（1993年3月7日、テレビ朝日） - ゆきえ 役
- 土曜ワイド劇場「事件1・なぜ夫は新妻の姉を殺したのか…? 」（1993年6月12日、テレビ朝日） - 坂井ハツ子 役
- チンチン電車（1993年9月15日、NHK総合）
- 愛の劇場（TBS）
  - ぽっかぽか（1994年6月13日 - 7月22日） - 八木文江 役
  - ぽっかぽか2（1995年）
  - ぽっかぽか3（1996年）
- セカンド・チャンス 第10話 - 最終話（1995年6月16日 - 30日、TBS） - 野田真知子 役
- 沙粧妙子-最後の事件-（1995年7月12日 - 9月20日、フジテレビ） - 秋元早苗 役
- 鬼平犯科帳 第6シリーズ 第6話「はさみ撃ち」（1995年8月23日、フジテレビ） - おもん 役
- 正義は勝つ 第3話（1995年11月1日、フジテレビ） - 松浦友子 役
- 火曜サスペンス劇場「やさしい遺言」（1996年2月20日、日本テレビ） - 仁科奈美 役
- 新・半七捕物帳 第9話「朝顔屋敷」（1997年5月30日、NHK総合）- お島 役
- 月の輝く夜だから（1997年7月1日 - 9月16日、フジテレビ） - 山本佳代子 役
- 風になりたい（1998年1月5日 - 2月20日、TBS） - 悠子 役
- みにくいアヒルの子・涙の卒業スペシャル（1998年3月31日、フジテレビ）
- 女医 NOTHING LASTS FOREVER（1999年7月5日 - 9月13日、日本テレビ） - 速水優子 役
- ケイゾク 第3話（1999年1月22日、TBS） - 竹下美奈子 役
- 魔女の条件（1999年4月8日 - 6月17日、TBS） - 進藤医師 役
- 新・天までとどけ1〜5（2000年-2004年、TBS） - 杉本由美子 役
- 私立探偵 濱マイク（2002年7月1日 - 9月16日、日本テレビ） - サヨコ 役
- ラベル（2003年、BS-i）
- 演技者。（2003年7月22日-8月19日、フジテレビ）-ケイコ 役
- わかば スペシャル（2005年、NHK総合） - 矢島淳美 役
- マチベン 第1話（2006年4月8日、NHK総合） - 河瀬みゆき 役
- 帰ってきた時効警察 第8話（2007年6月1日、テレビ朝日） - 佐伯多美子 役
- ひとがた流し（2007年12月1日 - 15日、NHK総合） - 水沢牧子 役
- GOTAISETSU（2008年2月16日、NHK山口） - 涼子役
- 佐々木夫妻の仁義なき戦い 第5話（2008年2月17日、TBS） - 聡子 役
- Tomorrow〜陽はまたのぼる〜 第1話（2008年7月6日、TBS） - 安田早苗 役
- 芸術祭参加ドラマ　シュラバッ!〜女の秘密と遺産バトル〜（2008年10月4日、TBS） - 松本伊都子 役
- 湯けむりスナイパー（2009年4月3日 - 6月26日、テレビ東京） - スナック花子のママ 役
  - 湯けむりスナイパー お正月スペシャル（2010年1月2日、テレビ東京）
- 探偵M（2009年10月28日、日本テレビ） - ママ 役
- 鉄の骨 第2話・第3話・最終話（2010年10月7日・10日・31日、NHK） - 富島八重子 役
- ビブリア古書堂の事件手帖 第10話（2013年3月18日、フジテレビ） - 来城邦代 役
- 夫婦善哉 最終話（2013年9月14日、NHK総合） - 『玉初』女将 役
- いつかこの恋を思い出してきっと泣いてしまう（2016年1月18日 - 3月21日、フジテレビ） - 神谷嘉美 役
- 楽園（2017年1月8日 - 2月12日、WOWOW） - 土井崎向子 役[5]
- 犬神家の一族（2018年12月24日、フジテレビ） - 犬神竹子 役[6]
- SUPER RICH 第3話・最終話（2021年10月28日・12月23日、フジテレビ） - 北別府恵子 役[7]
- TOKYO VICE 第7話（2022年4月 - 、HBO Max・WOWOW） - イナバ 役
- フォレスト（2025年1月12日 - 3月2日、朝日放送テレビ・テレビ朝日） - 幾島鈴子 役[8]
- 家政夫のミタゾノ 第7シーズン 第7話（2025年2月25日、テレビ朝日） - 藤堂留美 役[9]

### 映画
- 金田一耕助の冒険（1979年） - マリア 役 ヨコハマ映画祭最優秀新人賞。
- 不良少年（1980年） - 栄子 役
- 鉄騎兵、跳んだ（1980年） - 秋本洋子 役
- バカヤロー!4 YOU! お前のことだよ 第二話「カラダだけの男」（1991年） - 白石輪子 役
- エレファントソング（1994年） - 水橋加奈子 役
- BeRLiN（1995年）
- 林檎のうさぎ（1997年） - お母さん 役
- 元気の神様（1998年） - 坂口真弓 役
- モスラ3 キングギドラ来襲（1998年） - 園田幸江 役[1]
- のど自慢（1999年） - 荒木美代子 役
- あの、夏の日 とんでろ じいちゃん（1999年） - 大井香里 役
- オーディション（2000年） - 青山良子 役
- GLOW 僕らはここに…。（2000年） - 美保子 役
- クロエ（2002年） - 日出美 役
- パコダテ人（2002年） - 日野ちづる 役
- 棒たおし!（2003年） - 高山弓子 役
- 理由（2004年） - 佐藤秋江 役
- ZOO 「カザリとヨーコ」（2005年） - ママ 役
- 世界はときどき美しい（2007年） - 野枝 役
- 犯人に告ぐ（2007年） - 巻島園子 役
- 東京タワー 〜オカンとボクと、時々、オトン〜（2007年） - 中目黒の大家 役
- 渋谷（2010年） - ユリカの母親 役
- 管制塔（2011年）
- MADE IN JAPAN 〜こらッ!〜（2011年） - 杉田春子 役
- 恋谷橋（2011年）
- オムライス（2011年）
- モンスターズクラブ（2012年） - 垣内ユリエ 役
- 王様とボク（2012年） - 三井景子 役
- 女たちの都〜ワッゲンオッゲン〜（2012年） - ゆり子 役
- friends after 3.11 劇場版（2012年） - ナビゲーター
- ホットロード（2014年） - 春山の母 役
- 2つ目の窓（2014年） - イサ 役
- 破れたハートを売り物に「この柔らかい世界」（2015年2月28日） - 珠里の母親 役
- ラブ&ピース（2015年） - 松井 役
- ボクは坊さん。（2015年） - 白方真智子 役
- ちはやふる 上の句・下の句（2016年3・4月） - 宮内妙子 役

### 舞台
- ドレッサー（2005年）
- どんまいマインド（2008年）
- 三文オペラ（2009年）
- 劇団EXILE第4回公演「DANCE EARTH~願い~」（2010年）
- 小倉久寛ひとり立ち公演vol.4「チ･ヨ･コ･レ･イ･ト-ビターな大人のラブコメディ-」（2013年）
- フローズン・ビーチ（2014年）
- 一万年後も君は世界でいちばん美しい（2014年）
- LOVE LETTRS 2015 WINTER SPECIAL（2015年）
- コメディ・トゥナイト！ローマで起こったおかしな出来事《江戸版》（2017年）
- シネマティック・ライブ・ショー 愛とは花のように育てなければならないもの（2019年、松田美由紀×聖児セミョーノフ）

### 配信ドラマ
- 僕の手を売ります（2023年10月27日 - 、FOD・Amazon  Prime Video）[10]

### CM
- 江崎グリコ -ポッキー（1979年、倉田まり子と共演）
- 味の素冷凍食品 - マザーセレクト（1999年）
- ヤフー - Yahoo!オークション（2015年）

### その他
- 青春アドベンチャー　ラジオドラマ「ハッピーバースデー」（2007年1月22日 - 26日、NHK-FM） - 藤原静代 役[11]
- FMシアター　ラジオドラマ「GOTAISETSU」（2007年6月23日、NHK-FM） - 涼子 役[12]
- きらきら星に贈る詩（2011年）- ナレーション
  - スマートフォン向けアプリ「こえほん」内で配信されている電子絵本
- アナザーストーリーズ 運命の分岐点「松田優作 ブラック・レインに刻んだ命」（2022年11月11日、NHK総合）
  - 優作の未亡人である美由紀が、優作全集を書き終えたところで訪れたい場所として、優作の遺作・「ブラック・レイン」の収録で使われた大阪府庁（大阪市大手前）を訪れたところを取材された。

## 書籍

### 一般書籍
- 『子宮の言葉』扶桑社、1992年6月。ISBN 978-4594009182
- 『好き好き大好き! 明日を生きる言葉』講談社、2011年11月。ISBN 978-4062174305
- 『二千年の祈り - 未来の子どもたちのために』プラチナボックス　2012年2月

### 編著・監修
- 『DIAMOND 松田優作』監修、幻冬舎、1998年11月。ISBN 978-4877282660
- 『限定版 松田美由紀完全プロデュース「松田優作全集」』扶桑社、2003年11月28日。ISBN 978-4594042660
- 『松田優作全集』編著、幻冬舎、2005年11月。ISBN 978-4344010628
- 『スローニュアンス - 松田優作写真集』渡邉俊夫【著】/松田美由紀【監修】東京キララ社　2008/11

### 写真集（撮影）
- 『片山瞳×松田美由紀 写真集 私の好きな孤独』リトル・モア、2008年7月5日。ISBN 978-4898152386（松田美由紀撮影）
- 『月刊太田莉菜』新潮社（Ｓｈｉｎｃｈｏ　ｍｏｏｋ）2008/10発売
- 『月刊ＮＥＯ早乙女太一写真集』イーネット・フロンティア　2011/01発売
- 『月刊ＮＥＯ中村中写真集』イーネット・フロンティア　2011/06発売
- 『月刊MEN 大森南朋』ポニーキャニオン	2011年10月28日
- 『ボクノクルマ』東京キララ社　2012/04発売

## 連載
- GENROQ（三栄書房）
- Harper's Bazaar（エイチビー出版）

## 音楽

### シングル
| 発売日       | 規格        | 規格品番    | 面          | タイトル           | 作詞        | 作曲        | 編曲        |
| CBS・ソニー  | CBS・ソニー | CBS・ソニー | CBS・ソニー | CBS・ソニー        | CBS・ソニー | CBS・ソニー | CBS・ソニー |
| ------------ | ----------- | ----------- | ----------- | ------------------ | ----------- | ----------- | ----------- |
| 1980年5月1日 | EP          | 06SH-767    | A           | ダンシング・ドール | 山崎ハコ    | 山崎ハコ    | 後藤次利    |
| 1980年5月1日 | EP          | 06SH-767    | B           | だけど I LOVE YOU  | 中島梓      | 大野克夫    | 後藤次利    |

### アルバム

#### オムニバス・アルバム
- アクトレス・ミラクルバイブル　鶴間エリ・朝加真由美・熊谷美由紀・白坂紀子・中島はるみ（2015年1月14日、ソニー・ミュージックダイレクト、DYCL-556、Blu-spec CD2）-CBS・ソニーで発表した上記シングル両面2曲を収録。